# Centaurea busambarensis
Centaurea busambarensis — вид квіткових рослин айстрових (Asteraceae). Ендемік Італії (зокрема, Сицилії).

## Біоморфологічна характеристика
Це багаторічна рослина заввишки від 30 до 50 см. Вся рослина біло-павутиниста. Листки черешкові (прикореневі) й сидячі (стеблові), розташовані по черзі вздовж стеблини. Прикореневе листя має ліроподібну форму з 4–7 бічними сегментами; краї суцільні або великозубчасті. Розмір сегментів збільшується до верхівки листка (згодом різні краї сегментів перекриваються). Розмір прикореневого листя: ширина 3–4 см; довжина 9–13 мм. Квітки розташовані в квіткових головах, які розміщені на стеблинах. Віночок, як правило, забарвлений у пурпуровий колір і складається з трубки, що закінчується 5 частками. Пилок зазвичай триколірний, сферичної форми або сплюснутий на полюсах. Цвітіння: червень і липень. Плід — сім'янка з чубчиком. Щетинки папуса розташовані в один або кілька рядів і виглядають бородатими або пір'ястими. Довжина сім'янок: 2–4 мм (такої ж довжини чубчик).

## Середовище
Найкращим місцем існування для цих рослин є вапнякові скелі.